# Забелло, Шимон (ум. 1793)
Шимон Забелло (? — 1793) — граф, государственный и военный деятель Великого княжества Литовского, маршалок ковенский, каштелян минский (1784—1787), полковник артиллерии, генерал-майор и генерал-лейтенант армии ВКЛ, кавалер ордена Святого Станислава.

## Биография
Представитель литовского шляхетского род Забелло герба «Топор». Сын ковенского земского писаря Михаила Забелло и Анны Бяллозор, дочери керновского старосты и минского воеводича Даниэля Бяллозора и Ефросиньи Биллевич.
Военную карьеру начал капитаном во французской армии, затем был последовательно полковником артиллерии, генерал-майором и генерал-лейтенантом литовских войск.
В течение шестнадцати лет государственной службы Шимон Забелло являлся маршалком Ковенского повета. 23 апреля 1784 года получил должность каштеляна минского. В 1787 году из-за глазной болезни отказался от должности в пользу своего племянника, также Шимона Забелло.
Не был женат и скончался в 1793 году бездетным.